# Phytodrymadusa viridipennis
Phytodrymadusa viridipennis är en insektsart som först beskrevs av Stshelkanovtzev 1915.  Phytodrymadusa viridipennis ingår i släktet Phytodrymadusa och familjen vårtbitare. Inga underarter finns listade i Catalogue of Life.